# Elsloo (Frise)
Pour les articles homonymes, voir Elsloo.
Elsloo est un village situé dans la commune néerlandaise d'Ooststellingwerf, dans la province de la Frise. Le 1er janvier 2008, le village comptait 643 habitants.